# Dealuri însângerate
Dealuri însângerate (titlu original The Hills Have Eyes) este un film american de groază din 2006 regizat de Alexandre Aja. Rolurile principale au fost interpretate de actorii Aaron Stanford, Kathleen Quinlan, Vinessa Shaw, Emilie de Ravin, Dan Byrd, Robert Joy și Ted Levine. Este o refacere a filmului Sălbatic și mortal (The Hills Have Eyes) regizat de Wes Craven din 1977. A avut o continuare, Dealuri însângerate 2, în 2007, în regia lui Martin Weisz (la fel și filmul original din 1977 a avut o continuare în 1984).

## Distribuție
- Aaron Stanford - Doug Bukowski
- Kathleen Quinlan - Ethel Carter
- Vinessa Shaw - Lynn Carter-Bukowski
- Emilie de Ravin - Brenda Carter
- Dan Byrd - Bobby Carter
- Tom Bower - Gas Station Attendant
- Billy Drago - Papa Jupiter
- Robert Joy - Lizard
- Ted Levine - Big Bob Carter
- Desmond Askew - Big Brain
- Ezra Buzzington - Goggle
- Michael Bailey Smith - Pluto
- Laura Ortiz - Ruby
- Maisie Camilleri Preziosi - Catherine Bukowski
- Gregory Nicotero - Cyst
- Ivana Turchetto - Big Mama
- Judith Jane Vallette - Venus
- Adam Perrell - Mercury